# Mohamed Khamal
 (décembre 2020).
Si vous disposez d'ouvrages ou d'articles de référence ou si vous connaissez des sites web de qualité traitant du thème abordé ici, merci de compléter l'article en donnant les références utiles à sa vérifiabilité et en les liant à la section « Notes et références ».
Mohamed Khamal né le 25 juillet 1990 à Amsterdam aux Pays-Bas est un kick-boxeur néerlando-marocain de poids mi-moyen. En 2010, il remporte le titre de K-1 World MAX 2010 West Europe Champion. Avant d'être définitivement exclu de toutes les organisations sportives à la suite de lourds problèmes judiciaires.
Mohamed Khamal est également un bon ami du célèbre boxeur marocain Badr Hari.